# David Plaza
David Plaza Romero (Madrid, 3 de julio de 1970) es un exciclista español.

## Trayectoria
Como amateur, participó en los Juegos Olímpicos de Barcelona 1992 y obtuvo diploma olímpico al terminar quinto en la prueba de 100 km contrarreloj por equipos, junto a Miguel Fernández, Álvaro González de Galdeano y Eleuterio Mancebo.
Debutó como profesional con el equipo Festina-Lotus mediados el año 1994, tras lograr la victoria en categoría amateur en la Vuelta a la Comunidad de Madrid, triunfo que ya había logrado en 1991. Se retiró en la temporada 2005 y destacó, sobre todo, en la modalidad de contrarreloj.
Después de su retirada ejerció como mánager general del equipo Relax-GAM.

## Palmarés
1999
- Vuelta a Portugal

2000
- Vuelta a Alemania, más 1 etapa
- 2.º en el Campeonato de España Contrarreloj

2001
- Vuelta a Chile, más 2 etapas
- 1 etapa del Tour de Romandía

## Resultados en Grandes Vueltas y Campeonatos del Mundo
| Carrera              | Carrera              | 1994 | 1995 | 1996 | 1997 | 1998 | 1999 | 2000 | 2001 | 2002 | 2003 | 2004 | 2005 |
| -------------------- | -------------------- | ---- | ---- | ---- | ---- | ---- | ---- | ---- | ---- | ---- | ---- | ---- | ---- |
|                      | Giro de Italia       | —    | —    | Ab.  | —    | —    | —    | —    | —    | —    | —    | —    | —    |
|                      | Tour de Francia      | —    | —    | —    | —    | —    | —    | Ab.  | —    | —    | 22.º | —    | —    |
|                      | Vuelta a España      | —    | 16.º | 66.º | 36.º | 17.º | Ab.  | —    | 6.º  | 14.º | Ab.  | 18.º | —    |
| Mundial en Ruta      | Mundial en Ruta      | —    | —    | —    | —    | Ab.  | —    | —    | —    | —    | —    | —    | —    |
| Mundial Contrarreloj | Mundial Contrarreloj | —    | —    | —    | —    | —    | —    | —    | 9.º  | —    | —    | —    | —    |

—: no participa

Ab.: abandono

## Equipos
- Festina-Lotus (1994-1996)
- Cofidis (1997-1998)
- Benfica (1999)
- Festina-Lotus (2000-2001)
- Team Coast (2002-2003)
- Antarte-Rota dos Móveis (2004)[1]
- Cafés Baqué (2004)[2]
- Barloworld (2005)